# 丹下輝之
丹下 輝之（たんげ てるゆき、1955年6月3日 - ）は日本の料理人・オーナーシェフ・フードコンサルタントである。東京都出身。

## 来歴
昭和47年高校中退後17歳で神戸市有馬町の料理旅館「芙蓉」料理長野口昌三郎の元で和食料理修業を始める。
昭和51年、野口の紹介でなだ万総料理長熊野保の元で修業開始。帝国ホテル店に勤務し、衆参両議院議長公邸・外務省等の出張料理を担当。鄧小平をはじめ各国主要人の料理を提供する。
なだ万退職後は銀座コックドールでのフレンチ研修・八百善最後の料理人高橋高七に師事するなどした後、昭和60年東京吉祥寺に懐石酒家開花屋を開業。同63年開業の開花屋 by the seaは国内外の著名人、特にミュージシャン・アーティストの集まる店として度々海外サイト・ガイドブックに紹介されている。
独立開業後はコンサルタント・講師として、国内外のレストラン立上げ、食品メーカー・酒造メーカーのコンサル、食品商品開発・講演・料理講習・各方面へのレシピ提供等をしている。平成元年に開始した和風プレミアムアイスクリーム「京開花」の製造販売業務は、現在有限会社ウッドヴィレッジが引き継いでいる。

## 免許・資格他
- 調理師免許
- 日本料理専門調理師免許
- 調理技能士免許
- 東京都ふぐ調理師免許
- 千葉県ふぐ処理士免許
- 日本おさかなマイスター資格
- なだ万OB会長

## 著作
- ビールのつまみ、ワインの肴
- 使える 鶏肉レシピ
- 使える 魚介レシピ